# Georg von Komerstadt
Georg Komerstadt, seit 1538 von Komerstadt (auch Kommerstadt, Commerstedt; * 28. März 1498 in Meißen; † 26. Dezember 1559 in Kalkreuth) war herzoglich-sächsischer Rat.

## Leben
Geboren als Sohn des Ratsherrn Dietrich Commerstedt (um 1450–1519) und seiner Frau Anna geb. von Beschwitz († 1536), hat er nach eigenen Aussagen eine schwere Kindheit erlebt. Er besuchte die Lateinschule in Zwickau und immatrikulierte sich 1515 an der Universität Leipzig. Dort erwarb er sich 1525 das Lizentiat der Rechte und wurde auf Wunsch des Kurfürsten Johanns des Beständigen als Ratssyndikus in Zwickau für drei Jahre angestellt. Im Folgejahr promovierte er in Leipzig zum Doktor der Rechte und übernahm nach seiner Tätigkeit in Zwickau die Aufgabe eines Rates bei den Albertinern, wo er Georg dem Bärtigen, Heinrich dem Frommen, Moritz und August diente. Zudem war er auch Vertrauter des Landgrafen Philipp von Hessen und hegte Sympathie mit den Mitgliedern des Schmalkaldischen Bundes.
1530 war er auf dem Reichstag zu Augsburg, 1532 gemeinsam mit Julius von Pflug auf dem Reichstag in Regensburg; mehrmals weilte er am Hof von Ferdinand I. in Prag. Er korrespondierte mit Erasmus von Rotterdam und Georgius Agricola, der ihm zwei seiner Werke widmete. Nachdem er am 30. April 1538 gemeinsam mit seinen Brüdern den kaiserlichen Adelstitel erhalten hatte, beteiligte er sich an der Einrichtung der sächsischen Fürstenschulen in Meißen, Schulpforta und Merseburg (später Grimma). Er führte 1545 die Verhandlungen über den Erwerb der Stifte Merseburg, Magdeburg und Halberstadt und wirkte am 20. Juni 1545 als Protokollant bei den Verhandlungen von Moritz mit Karl V. und Ferdinand I. mit.
Mit Philipp Melanchthon verhandelte er erst ablehnend über das Augsburger Interim, initiierte jedoch nach Rückfragen mit seinen Räten das Leipziger Interim. Nach dem Schmalkaldischen Krieg hielt er sich in seinen politischen Aktivitäten zurück, unterstützte jedoch den Kurfürsten Moritz, als dieser sich gegen den Kaiser wendete und wurde nach dem Tod Georg von Carlowitz’ ein eifriger Unterstützer der Sache des Protestantismus. Seine Potentaten hinterließen ihm zum Dank Grundbesitz in Dresden, Dörfer um Großenhain und ein Gut in Kalkreuth.
Von Kommerstadt hatte sich zweimal verheiratet. Aus seiner ersten Ehe stammen fünf Söhne und eine Tochter, die zweite Ehe blieb kinderlos.